# Дългокрака тупая
Дългокраката тупая (Tupaia longipes) е вид бозайник от семейство Tupaiidae.

## Разпространение и местообитание
Разпространен е в Бруней, Индонезия и Малайзия.